# Teules pintades a Mallorca

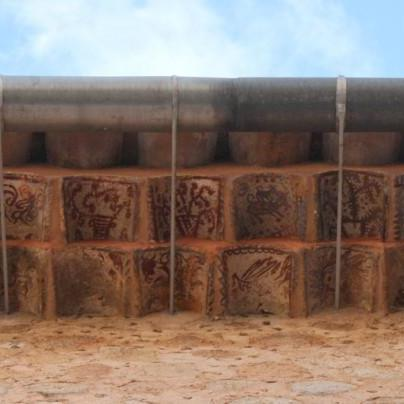
Fragment d'una volada de teules pintades. Can Xoroi, Fornalutx, Illes Balears.

Les teules pintades a Mallorca són una expressió pictòrica popular, arrelada a l'illa des d'època medieval. Tot i que no disposem d'una cronologia exacta de quan s'inicia aquest costum sabem, arran d'una troballa d'un fragment de teula policromada al jardí de l'actual Museu de Mallorca, que la pràctica de pintar les teules ens remunta a finals del segle xiv. L'excavació practicada al jardí destapà restes de cases d'època almoràvit, a finals del segle xii, reocupades a partir de la conquesta catalana de l'illa de Mallorca i finalment abandonades a mitjans o finals del segle xiv. És, probablement, a partir d'aquesta data que, l'origen de la Teulografia a Mallorca, es fa present.

## Orígens i pràctiques emparentades
Respecte a l'origen tant geogràfic com cronològic, no podem passar per alt una de les aportacions que ens dona el fundador de la Casa Pairal de Perpinyà, l'historiador Josep Gaspar Deloncle, que en 1965 sistematitzà l'art de les teules pintades a la Catalunya Nord i que publicà a la revista "Reflets du Roussillon". Deloncle afirmava en el text de presentació del catàleg de la mostra de cultura rossellonesa, celebrada a Cotlliure, que no s'ha de descartar que aquesta pràctica prové, probablement, dels principis del segle xiv, època en la qual el Comtat de Rosselló i Mallorca formaven part del mateix regne. Aquesta afirmació, que en l'actualitat i amb els darrers treballs del Dr. Jaume Coll Conesa, reafirma la intuïció que les teules pintades tenien un origen més llunyà. La troballa d'un grup de 24 teules a Santa Maria de Terrassa, conservades a la Junta de Museus de Terrassa, situa el marc cronològic de la pràctica d'ornamentar les teules dels edificis en dates més llunyanes, ja que les teules trobades a Terrassa se situarien en el segle XI]. Per altra part, és de la zona de València on cal situar un element molt important i transmissor de l'art popular de pintar les teules; com és el socarrat valencià. Aquest taulell de fang i de diverses mides s'utilitzava en l'ornamentació de volades. Del segle xiv són les inscripcions coràniques que s'observaren a una filera de socarrats a la Mesquita de Xara (Valldigna, València). I a Paterna es trobaren fragments de teules pintades juntament amb socarrats. Dos fragments que porten dibuixos amb el motiu de la mà de Fàtima o khamsa, símbol apotropaic islàmic. Aquests fragments pintats per la part convexa de la teula ens indica que la teula feia de regadora o canalera i que la volada estaria composta d'una fila de socarrats i una segona fila de teules fent la funció de canal. Molt semblant als ràfecs del Rosselló. D'una manera o altra, les teules pintades mallorquines esdevenen properes a llurs manifestacions.

## Rituals de construcció
La funció de les teules pintades a les volades dels edificis és de caràcter apotropaic, fent la feina de protegir i allunyar el mal, tant de la casa com dels seus habitants. Diversos autors fan menció als rituals i cerimònies de construcció emprats en l'edificació i cobriment d'una casa.